# Кеннет Тейлор (футболіст, 2002)
Кеннет Іна Доротеа Тейлор (нід. Kenneth Ina Dorothea Taylor, нар. 16 травня 2002, Алкмар, Нідерланди) — нідерландський футболіст, півзахисник клуб «Аякс» та національної збірної Нідерландів.

## Клубна кар'єра
Кеннет Тейлор є вихованцем столичного «Аяксу». З 2010 року футболіст почав займатися футболом у клубній академії. У травні 2018 року Тейлор підписав з клубом трирічний контракт. У жовтні того року Кеннет вперше з'явився у складі дублюючого складу «Аяксу» «Йонг Аякс» у турнірі Еерстедивізі. З 2020 року Тейлора почали залучати до ігор першої команди.

## Збірна
У травні 2019 року у складі юнацької збірної Нідерландів (U-17) Кеннет Тейлор виграв європейську першість серед своїх однолітків. У команді Тейлор виконував функції капітана.
22 вересня 2022 року у матчі Ліги націй проти команди Польщі Кеннет Тейлор дебютував у складі національної збірної Нідерландів.

## Досягнення
«Аякс»
- Чемпіон Нідерландів: 2020/21, 2021/22
- Володар Кубка Нідерландів: 2020/21

Збірна Нідерландів (U-17)
- Чемпіон Європи: 2019

Особисті
- Команда місяця Ередивізі: березень 2025[5]